# سفارت ایتالیا در لندن
سفارت ایتالیا در لندن (به انگلیسی: Embassy of Italy) یک منطقهٔ مسکونی و نمایندگی سیاسی این کشور در بریتانیا است که در لندن واقع شده‌است.